# Cobbler (Gericht)

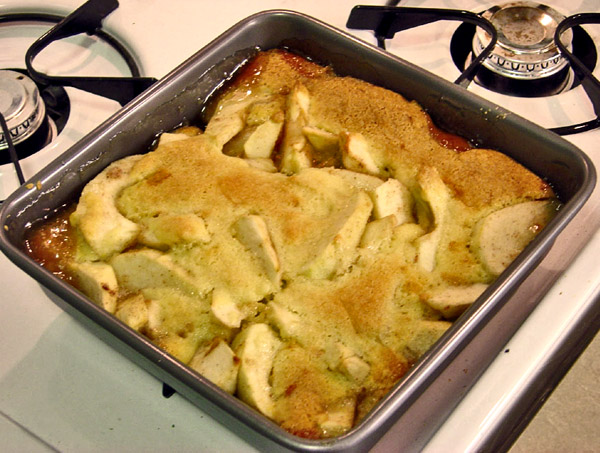
Cobbler mit Äpfeln

Ein Cobbler (wörtlich: Flickschuster, kommt von „to cobble something together“ – englisch für „etwas zusammenschustern“) ist eine traditionelle Süßspeise, die in der britisch-amerikanischen Kolonialzeit entstand und heute meist als Dessert gereicht wird.
Sie besteht aus meist nur einer einzigen Fruchtsorte, die mit einer Teigkruste überbacken wird. Im Grunde handelt es sich um einen Fruit flan. Cobbler werden manchmal heiß, hauptsächlich aber lauwarm gegessen und oft mit Sahne, Eiscreme sowie Vanille- oder Schokoladensoße gereicht.
Andere Beispiele populärer amerikanischer Obstaufläufe sind Buckles, Grunts, Crisps, Brown Betty oder Crumbles. Allen gemein ist, dass Früchte mit Teig veredelt werden und das Ergebnis lauwarm als Nachtisch serviert wird. Je nach Überzug (Streusel, Rühr- oder Biscuit-Teig) und nach Schichtung (Teig oben oder unten) ändert sich der Name. Verwendung finden verschiedene Früchte der Saison, zum Beispiel Äpfel, Birnen, Blaubeeren, Cranberries, Kirschen oder Pfirsiche.
Während die US-amerikanischen Varianten fast ausschließlich süß sind, dominieren im Vereinigten Königreich und den Commonwealthländern (z. B. Irland, Schottland; Kanada, Australien, Neuseeland) hauptsächlich die herzhaft-pikanten Variationen mit Gemüse oder (und) Fleisch (Rind, Schaf, Hammel) als Zutaten. Diese werden dann auch sehr gerne mit Käse überbacken und vorwiegend als Hauptgericht serviert.
Im Film Der Gott des Gemetzels von Roman Polański dient der selbstgemachte Cobbler der Gastgeberin als Katalysator und Spiegel der wechselnden Beziehung zwischen den Protagonisten. Hier wird Lebkuchen als besondere Zutat für den Teigüberzug als Familienrezept erwähnt.